# Kostel svatého Antonína Paduánského (Loučky)
Římskokatolický farní kostel svatého Antonína Paduánského v Loučkách je barokní sakrální stavba. Od 19. ledna 2009 je kostel chráněn jako kulturní památka České republiky.

## Historie

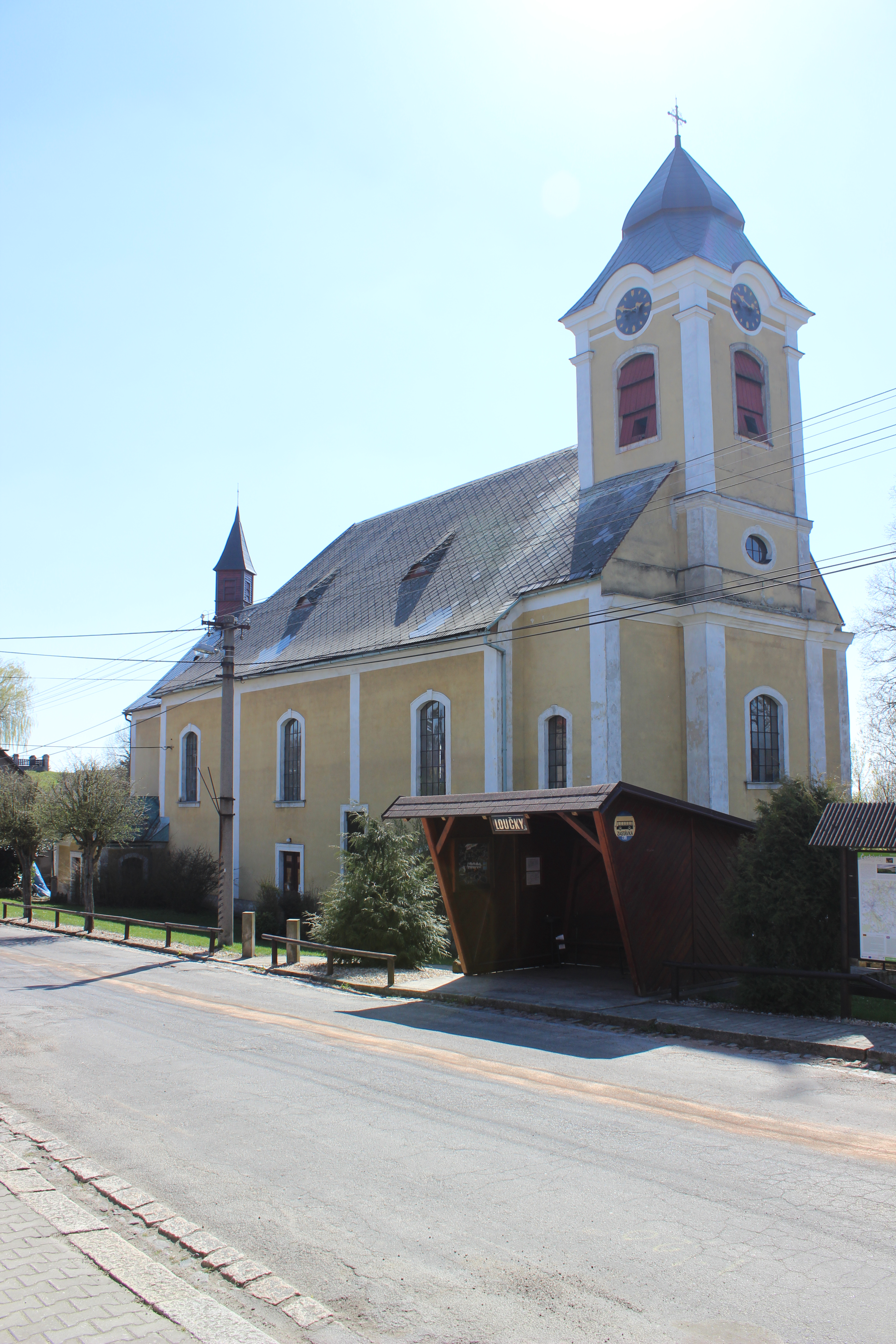
Kostel ze silnice

Původní kostel, který pocházel z let 1785–1792, vyhořel v roce 1915. Opraven byl v letech 1919–1921.
Duchovní správci kostela jsou uvedeni na stránce: Římskokatolická farnost Klokočské Loučky.

## Architektura
Jedná se o jednolodní stavbu. Presbytář má zevně trojboce a uvnitř půlkruhově uzavřený. Po severní straně se nachází sakristie. Nad západním průčelím je hranolová věž. Uvnitř má kostel plochý strop, jinak je bez výraznějšího členění.

## Zařízení
Oltáře pocházejí z novějšího období kostela. Na hlavním oltáři je socha sv. Antonína Paduánského z osmdesátých let 18. století. Na triumfálním oblouku je krucifix ze druhé poloviny 18. století. V presbytáři se nachází křížová cesta, jejíž zpracování nese jihoněmecké rysy. V lodi je také křížová cesta, avšak z období po roku 1700. Křtitelnice je dřevěná, zdobená ornamenty a figurálními reliéfy. Pochází z konce 18. století. V sakristii se nachází socha sv. Jana Nepomuckého ze druhé poloviny 18. století. V kostele jsou dva dřevěné řezané rokokové rámy.